# Masaaki Kató
Masaaki Kató (* 22. prosinec 1958) je bývalý japonský fotbalista.

## Klubová kariéra
Hrával za Toshiba, All Nippon Airways.

## Reprezentační kariéra
Masaaki Kató odehrál za japonský národní tým v roce 1981 celkem 3 reprezentační utkání.

## Statistiky
| Japonsko | Japonsko | Japonsko |
| Roky     | Záp.     | Góly     |
| -------- | -------- | -------- |
| 1981     | 3        | 1        |
| Celkem   | 3        | 1        |